# Lijst van Joodse begraafplaatsen in Noord-Brabant
Dit is een lijst van Joodse begraafplaatsen in de Nederlandse provincie Noord-Brabant. Voorwaarde voor opname op de lijst is dat er op de begraafplaats in kwestie nog ten minste één grafsteen aanwezig is.
| Plaats             | Straat                           | Aantal grafstenen | Toegankelijkheid                           | Afbeelding |
| ------------------ | -------------------------------- | ----------------- | ------------------------------------------ | ---------- |
| Bergen op Zoom     | Bergsebaan                       | 77                | Afgesloten                                 |            |
| Cuijk              | Algemene begraafplaats, Hapseweg | 18                | Tijdens openingsuren                       |            |
| Deurne             | Helmondseweg                     | 1                 | Tijdens openingsuren                       |            |
| Eindhoven          | Grote Beek, Boschdijk            | 2                 | Vrij toegankelijk                          |            |
| Eindhoven          | Groenewoudseweg                  | 330               | Afgesloten                                 |            |
| Geffen             | Kraaijeven                       | 86                | Afgesloten                                 |            |
| Grave              | Esterveldlaan                    | 14                | Tijdens openingsuren                       |            |
| Heusden (Heesbeen) | Grotestraat                      | 20                | Vrij toegankelijk                          |            |
| Klundert           | Blauwe Hoefsweg                  | 66                | Vrij toegankelijk                          |            |
| Oirschot           | De Kemmer                        | 8                 | Vrij toegankelijk                          |            |
| Oisterwijk         | Hondsbergselaan                  | 165               | Afgesloten                                 |            |
| Oosterhout         | Vrachelse Heide                  | 168               | Afgesloten                                 |            |
| Oss                | Hescheweg                        | 142               | Afgesloten                                 |            |
| Oudenbosch         | Zandeweg                         | 7                 | Vrij toegankelijk                          |            |
| Putte              | Frechie stichting, Noordweg      | > 10.000          | Tijdens openingsuren (alleen voor familie) |            |
| Putte              | Machsike Hadass, Noordweg        | > 10.000          | Tijdens openingsuren (alleen voor familie) |            |
| Putte              | Shomre Hadass, Putseweg          | > 10.000          | Tijdens openingsuren (alleen voor familie) |            |
| Schijndel          | Uranus                           | 110               | Afgesloten                                 |            |
| Roosendaal         | Algemene begraafplaats, Bachlaan | 1                 | Tijdens openingsuren                       |            |
| Tilburg            | Bredaseweg                       | 143               | Afgesloten                                 |            |
| Vierlingsbeek      | Molenweg                         | 82                | Vrij toegankelijk                          |            |
| Vught              | Berkenheuveldreef                | 435               | Afgesloten                                 |            |
| Werkendam          | De Kooi                          | 18                | Afgesloten                                 |            |